# توني ليهي
توني ليهي (بالإنجليزية: Tony Leahy)‏ هو لاعب كرة القدم الغالية أيرلندي، ولد في 1963 في كورك في جمهورية أيرلندا.